# Provincia de Suruga
La provincia Suruga (駿河国 Suruga no kuni?) fue una vieja provincia en el área que en la actualidad es la parte este de la prefectura de Shizuoka. Suruga limitaba con las provincias de Izu, Kai, Sagami, Shinano y Totomi.
La antigua capital estuvo cerca de la actual ciudad de Shizuoka, también fue una de las más importantes ciudades feudales. La provincia estuvo bajo el mando del clan Imagawa durante gran parte del período Sengoku. Después de que Imagawa Yoshimoto fuera vencido por Oda Nobunaga, los Imagawa fueron destruidos y la provincia fue tomada por Takeda Shingen. A su vez Tokugawa Ieyasu asignó la provincia a unos de sus aliados.